# Božidar Finka
Božidar Finka (Sali, Dugi otok, 19. prosinca 1925. – 17. svibnja 1999.) hrvatski jezikoslovac i pjesnik.

## Obrazovanje i radna djelatnost
Gimnaziju pohađao u Šibeniku, na Krku, u Zadru i Splitu. Maturirao u Splitu 1947. Na Filozofskom fakultetu u Zagrebu 1952. godine diplomirao slavistiku, tj. hrvatski i ruski jezik. Nakon završetka fakulteta radio na gimnaziji u Pazinu, no već je 1953. primljen kao asistent u Institutu za jeziku u Zagrebu. Na Filozofskom doktorirao 1960. disertacijom  Dugootočki čakavski govori. 1971. primio zvanje znanstvenog savjetnika, iste godine kada je i zabranjen Hrvatski pravopis, popularno zvan Londonac, kojeg je koautorirao sa Stjepanom Babićem i Milanom Mogušem.  Direktorom Instituta za jezik biva od 1973. do 1977. Član suradnik Akademije postaje 1975., izvanredni član 1977., te redoviti 1988.  Od 1991. tajnik Razreda za filološke znanosti, čime postaje i član Predsjedništva Akademije. Na Akademiji također djelovao i kao predsjednik Odbora za dijalektologiju. 

## Znanstvena i književna djelatnost
Pokretač i prvi pročelnik Kruga mladih slavista u Zagrebu pedesetih godina. U Zagrebačkom lingvističkom krugu govorio o jezičnim izražajnim kategorijama, strojnom prevođenju, onomastici, stilistici u dijalektologiji, itd. U prvom broju Suvremene lingvistike piše o stilistici u dijalektologiji te time postaje i prva osoba koja uopće piše o toj temi u Hrvatskoj. Povremeno predavao u Njemačkoj, Poljskoj i Švicarskoj, a i u Hrvatskoj na postdiplomskom studiju lingvistike. 
Za istaknutu znanstvenu djelatnost 1977. prima nagradu Božidar Adžija, 1993. državnu nagradu za životno djelo.
Bibliografija mu broji više od 400 bibliografskih jedinica. Većinom usmjeren na čakavsku dijalektologiju, autor više rasprava o govorima Dugog otoka, Žirju, Kaprijama, Brinju, ali i kajkavskim i štokavskim govorima istočne Slavonije, Bosne, Karlovca, Vukove Gorice, Gradišća, Molisea. Napisao i opsežnu sintezu čakavskog koje je bila objavljena 1968. na njemačkom i 1971. na hrvatskom. S Milanom Mogušem koautor karte čakavskog narječja.  Sastavio i Naputak za ispitivanje i obrađivanje čakavskih govora, objavljen u Hrvatskom dijalektološkom zborniku, 3, 1973. koji je poslužio nizu drugih istraživača čakavskog jezika. Zanimao se i za srpske organske idiome u Hrvatskoj te usporedbom njih i hrvatskog književnog jezika. Sudjelovao i u izradi Općeslavenskog lingvističkog atlasa te u pripremi djela Fonološki opisi izdanog u Sarajevu 1981. 
Jedan od pokretača rada na Rječniku hrvatskoga kajkavskoga književnoga jezik te njegov glavni urednik.  Napisao i druga leksikografska djela kao Nimško-gradišćanskohrvatsko-hrvatski rječnik, Gradišćanskohrvastki-hrvatsko-nimški rječnik, Švedsko-hrvatski rječnik, urednik Rječnika Matice, suradnik Mate Hraste i Petra Šimunovića na rječniku Čakavisch-deutsches Lexikon. Od siječnja 1976. do siječnja 1977. urednik Vjesnikove rubrike “Jezične dileme“. Od 1966. do 1986. urednik časopisa Jezik, suradnik i u Filologiji, Suvremenoj lingvistici, Hrvatskom dijalektološkom zborniku, Raspravama Zavoda za jezik. 
U znanastvenom radu se bavio i onomastikom, „Obalna toponomastika u sjevernoj zadarskoj regiji“, Radovi Instituta JAZU, 6-7, 1960. Proučavao i jezičnu povijest, „Pogledi na jezik u pismima Šimi Ljubiću“, Filologija”, 8, 1978. 
Pisao i djela drugog karaktera kao „Hrvatsko jezikoznanstvo u poslijeratnom razdoblju“, Suvremena lingvistika, 19-20, 1979., „Saljske igre i običaji“, Zbornik za narodni život i običaje, 42, 1965. Surađuje i u Zadarskoj reviji 1955. i 1956.
Pisao je poeziju na čakavskom, standardnom štokavskom i kajkavskom. Pripremio knjigu „Suvremeno čakavsko pjesništvo zadarskog kruga“, Zadar, 1992. 

## Djela
- "Hrvatski pravopis" (sa Stjepanom Babićem i Milanom Mogušem)
- "Suvremeno čakavsko pjesništvo zadarskog kruga", Zadar, Matica hrvatska, 1992.